# Frederick Dutton (5e baron Sherborne)
Frederick George Dutton, 5e baron Sherborne (28 mai 1840-2 janvier 1920), est un pair et un pasteur britannique. Il est né à Bibury et est mort à Cheltenham, Gloucestershire.

## Biographie
Sherborne est le fils de James Dutton (3e baron Sherborne), de Sherborne, Gloucestershire, et de son épouse, Lady Elizabeth Howard (1803–1845), fille de Thomas Howard (16e comte de Suffolk), et Elizabeth Jane Dutton.
Avocat à Lincoln's Inn 1867, il est ordonné en 1869 et devient vicaire de Sherborne de 1870 à 1874 et de Bibury de 1874 à 1916, puis Chanoine honoraire de la cathédrale de Gloucester de 1901 à 1920.
Passionné d'ornithologie, il est président de l'Avicultural Society de 1895 à 1920. Il est surtout connu dans le monde de la ornithologie pour les notes qu'il a fournies pour le livre de W.T. Greene, Parrots in Captivity, publié en trois volumes entre 1884 et 1887. Chez lui à Bibury, à Fairford, il a une grande collection de perroquets. Il est également arbitre pour les oiseaux britanniques et étrangers, lors de nombreuses expositions tenues au Crystal Palace dans le sud de Londres. Il contribue aux numéros de l'Avicultural Magazine, sous la rubrique «Parrot Notes» .
Sherborne ne s'est jamais marié et est décédé le 2 janvier 1920, à l'âge de 79 ans. Il est remplacé dans la baronnie par son neveu, James Dutton (6e baron Sherborne), fils du colonel Charles Dutton (1842–1909), le frère cadet (et alors décédé) d'Edward et de Frederick.
Il fait don de plusieurs pièces au British Museum.